# Litha
A litha a wicca vallás nyolc nagy ünnepének egyike; a tűz ünnepe. A nyári napfordulókor, június 21-én ünneplik.
A litha név első írott előfordulása Beda Venerabilis De Tempore Rationum című művében található, ahol a nagyjából júniusnak és júliusnak megfelelő hónapokat angolszász nevén „se Ærra Liþa” és „se Æfterra Liþa” (litha korábbi hónapja és litha későbbi hónapja) néven írta le; szökőévekben egy liþa nevű külön hónapot is beiktatva közéjük.